# Беверли (Њу Џерзи)
Беверли (енгл. Beverly) град је у америчкој савезној држави Њу Џерзи. По попису становништва из 2010. у њему је живело 2.577 становника.

## Демографија
Према попису становништва из 2010. у граду је живело 2.577 становника, што је 84 (3,2%) становника мање него 2000. године.
| Група             | 2000.         | 2010.         |
| Белци             | 1.670 (62,8%) | 1.494 (58,0%) |
| Афроамериканци    | 765 (28,7%)   | 770 (29,9%)   |
| Азијати           | 24 (0,9%)     | 20 (0,8%)     |
| Хиспаноамериканци | 122 (4,6%)    | 236 (9,2%)    |
| Укупно            | 2.661         | 2.577         |